# Deandra Dottin
Deandra Dottin, née le 21 juin 1991, est une athlète et joueuse de cricket barbadienne.
Deandra Dottin commence sa carrière sportive internationale en athlétisme en concourant pour la Barbade aux jeux de la CARIFTA. Lors de l'édition 2005 elle remporte la médaille d'argent au lancer du javelot puis plusieurs médailles d'argent et d'or dans différentes disciplines de lancer (poids, disque, javelot).
En 2008, elle se tourne définitivement vers le cricket et participe à son premier match international pour l'équipe féminine des Indes occidentales le 24 juin lors d'un match contre l'Irlande,.
En 2022 elle fait toujours partie de l'effectif de l'équipe des Indes occidentales. Avec plus de 140 matchs joués en One-day International féminin (en) avec cette équipe, elle est l'une des 10 joueuses les plus capée de l'histoire de son sport.